# Mark Leyner
Mark Leyner (Jersey City, Nueva Jersey, 4 de enero de 1956) es un escritor estadounidense.

## Trayectoria
Entre sus obras, generalmente cómicas y absurdas, se cuentan las novelas Megalomáquina (1992) y Ejecución! (1998), la historia de un condenado a muerte superviviente a su ejecución y desde entonces liberado. 
Leyner es igualmente autor de tres selecciones de relatos, I Smell Esther Williams and Other Stories (1983), Mi primo, mi gastroenterólogo (1990) y Tooth Imprints on a Corn Dog (1996), así como de numerosos artículos para Esquire y la revista George. Ha sido colaborador del programa de televisión Liquid Television de MTV.